# 鲁斯塔姆·贾扬加巴耶夫
鲁斯塔姆·贾扬加巴耶夫（1993年8月25日—），乌兹别克斯坦男子举重运动员，2017年伊斯兰团结运动会男子105公斤以上级金牌得主、2018年亚洲运动会男子105公斤以上级铜牌得主、2022年亚洲运动会男子109公斤以上级铜牌得主。